# Basadingen-Schlattingen
Basadingen-Schlattingen es una comuna suiza del cantón de Turgovia, situada en el distrito de Frauenfeld. Limita al norte con la comuna de Diessenhofen, al este con Unterstammheim (ZH), al sur con Waltalingen (ZH) y Truttikon (ZH), y al oeste Schlatt.
Hasta el 31 de diciembre de 2011 situada en el distrito de Diessenhofen.

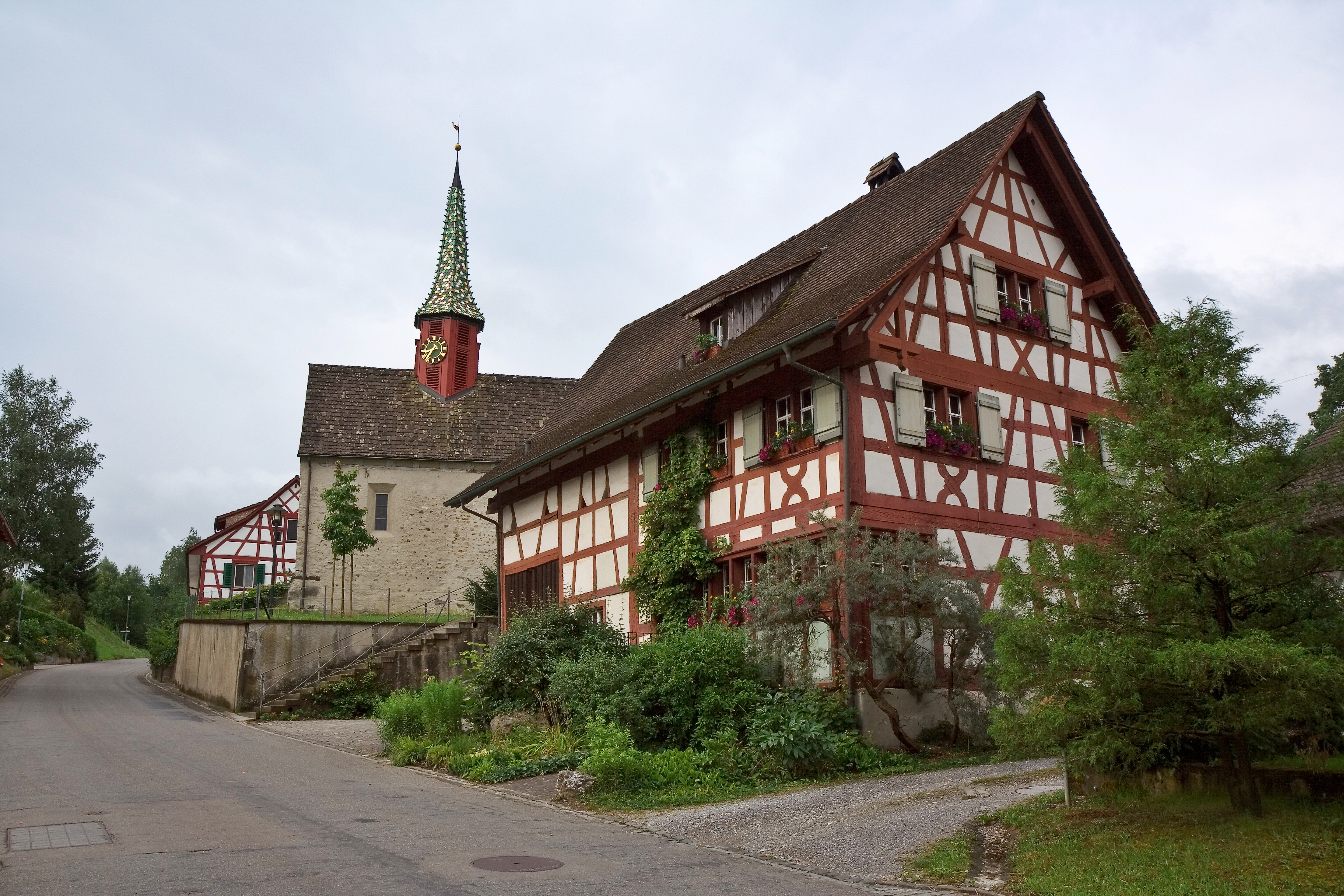
Iglesia de Basadingen-Schlattingen.